# Les Trois Boucs bourrus
 (juin 2020).
Si vous disposez d'ouvrages ou d'articles de référence ou si vous connaissez des sites web de qualité traitant du thème abordé ici, merci de compléter l'article en donnant les références utiles à sa vérifiabilité et en les liant à la section « Notes et références ».
Les Trois Boucs bourrus (en norvégien : De tre bukkene Bruse, parfois mieux connu sous son titre en anglais Three Billy Goats Gruff) est un conte populaire norvégien recueilli par  Peter Christen Asbjørnsen et Jørgen Moe dans les Contes populaires norvégiens et publié pour la première fois entre 1841 et 1844.

## Résumé du conte
Le conte met en scène l'histoire de trois boucs. Il n'y a plus d'herbe à brouter à l'endroit où ils vivent et ils doivent donc traverser une rivière pour trouver une nouvelle prairie afin de se nourrir et devenir gras. Un troll garde le pont qu'ils doivent franchir pour atteindre ces nouveaux pâturages et il dévore ceux et celles qui tentent de le traverser. Le plus petit bouc est le premier à traverser le pont. Il suggère au troll d'attendre l'autre bouc plus gras pour faire un vrai festin et le troll le laisse passer. Le deuxième bouc s'avance pour franchir le pont à son tour. Plus rusé que le précédent, il se fait cependant repérer par le troll et lui suggère à son tour d'attendre le troisième bouc d'une taille supérieure pour se régaler. Le troll le laisse également passer. Vient enfin le tour du troisième. Le troll s'apprête à le dévorer mais ce dernier est si gros et si lourd qu'il se débarrasse aisément du troll à coups de cornes et de sabots. Les trois boucs purent se rassasier à leur guise de l'autre côté du pont et ils vécurent heureux jusqu'à la fin de leurs jours. Le troll vit toujours sous le pont mais n'embête plus personne depuis cette rencontre.